# Basil Dean
Basil Herbert Dean (Croydon, 27 settembre 1888 – Londra, 22 aprile 1978) è stato un regista, produttore cinematografico e sceneggiatore britannico.

## Biografia
Fece il suo debutto nel mondo del teatro presso una repertory company di Manchester diretta dalla celebre manager teatrale Annie Horniman. 
Dopo aver diretto e amministrato il teatro Repertory di Liverpool e il  Royal Theatre, all'inizio della seconda guerra mondiale diede vita e diresse l'Entertainments National Service Association (E.N.S.A.), cioè l'organizzazione che curò durante tutto il conflitto i concerti e gli spettacoli per le forze armate britanniche. Grazie all'enorme peso che Dean aveva negli ambienti artistici e dello spettacolo inglesi, riuscì a utilizzare i migliori attori e cantanti del momento montando rappresentazioni e concerti non soltanto in Gran Bretagna ma anche in tutte le nazioni dove i britannici combatterono. Suoi spettacoli furono dati per le truppe inglesi anche a Roma dopo la liberazione; spesso gli spettacoli venivano organizzati addirittura nelle immediate retrovie del fronte.

## Filmografia parziale

### Regista
- The Constant Nymph (1933)
- The Return of Sherlock Holmes (1929)
- Escape! (1930)
- Birds of Prey (1930)
- Nine Till Six (1932)
- The Impassive Footman (1932)
- Looking on the Bright Side (1932)
- Loyalties, co-regia di Thorold Dickinson (1933)
- The Constant Nymph(1933)
- Autumn Crocus (1934)
- Sing As We Go (1934)
- Lorna Doone (1934)
- Look Up and Laugh (1935)
- Mozart (Whom the Gods Love (1936)
- The Show Goes On (1937)
- Fatalità (21 Days) (1940)

### Sceneggiatore
- Il fiore che non colsi (The Constant Nymph) (1943)

### Produttore
- The Constant Nymph, regia di Adrian Brunel (1928)
- La terribile notte nuziale (A Honeymoon Adventure) (1931)
- Il segno dei quattro (The Sign of Four: Sherlock Holmes' Greatest Case) (1932)
- Midshipman Easy (1935)
- Vorrei volare (It's in the Air) (1938)